# Фузине
Фузѝне (на италиански: Fusine, на западноломбардски: Füsini, Фюзини) е село и община в Северна Италия, провинция Сондрио, регион Ломбардия. Разположено е на 285 m надморска височина. Населението на общината е 633 души (към 2010 г.).